# Strina
La strina o strenna è un canto augurale e di questua, in genere eseguito nel periodo natalizio o comunque invernale, particolarmente diffuso in Calabria, specialmente a Cosenza, ma anche in Sicilia, in Puglia (in particolare nel Salento) e in generale nel sud dell'Italia, oltre che con modalità affini in Grecia e altri paesi europei. Gli "strinari", un gruppo di persone con strumenti di vario tipo, si recano a cantare e suonare davanti alle case degli amici al fine di augurargli buon anno e ottenerne in cambio generi alimentari come salami, formaggi, dolci e vino per festeggiare.

## Storia
Fin dall'epoca romana il periodo invernale a cavallo fra il mese di dicembre e gennaio veniva celebrato nei Saturnali   del solstizio d'inverno (culminanti nel "dies natalis Solis Invicti" il 25 dicembre in coincidenza con l'attuale Natale), e nelle propiziazioni a Strenia (o Strenua),  dea dell'abbondanza celebrate nella prima settimana di gennaio (dalle calende). Le successive assimilazioni con i riti della religione Cristiana hanno tramandato le tradizioni dello scambio dei doni, dei canti di questua e dei riti beneauguranti durante il periodo natalizio che va dall'Immacolata concezione all'Epifania (il cui nome storpiato Befana si identifica con la figura di Strenia), mantenendo pur nella ricorrenza religiosa alcuni degli antichi caratteri pagani e tradizionali di cui la strina fa parte.

## Il rito
Il rito del canto della strina nasce come canto propiziatorio per esorcizzare la fine dell'anno e per augurare prosperità per quello nuovo; consiste nel riunirsi in gruppo con strumenti musicali per andare a trovare amici a casa loro o presso le botteghe intonando le strofe del canto per ricevere in cambio regali. Durante il percorso fra una casa e un'altra, il gruppo aumentava di numero, e si andava avanti fino all'alba. Venivano evitate solo le famiglie che avevano subito recentemente un lutto, in segno di rispetto. Arrivati davanti alla porta di una casa, vi si cantava davanti e, a un certo punto i suonatori smettevano di suonare per incitare il padrone di casa ad aprirgli la porta per farli entrare per fare festa mangiando e bevendo. Chi eventualmente si rifiutava di aprire la porta riceveva un canto di sdegno.
L'uso, adottato ovunque si pratichi, vuole che ogni località abbia una propria strina, ovvero contenga un testo e venga eseguito con strumenti, regole, testi, melodie e usanze che cambiano a seconda dei paesi e delle zone. Tradizioni simili sono diffuse in tutta Italia, in modi molto diversi, ma in Calabria rimane particolarmente diffusa e sentita tanto da essere uno dei momenti tipici degli eventi delle festività natalizie. Viene generalmente cantata nel periodo dall'iImmacolata all'Epifania anche se in alcuni paesi si canta nel mese che precede il primo giorno di Carnevale. Esistono diversi canti identificabili per aree geografiche e le varianti regionali dei dialetti.
Come il canto, anche gli strumenti usati dipendono dalla zona ma il più impiegato è la fisarmonica. Nella zona di Crotone è diffuso anche l'uso della chitarra battente ma si usano anche utensili a mo' di strumento come i pestelli per macinare il sale. Nella Sila e nella Presila è diffuso invece lo zugghi, strumento a frizione per dare ritmo realizzato con un barattolo di latta o di coccio con al centro una canna di bambù. In Salento sono ancora usati versi cantati in "grikò" , antica lingua greca parlata in quelle zone e in diretta relazione con la affine tradizione dei "manta" greci.  Molto usata è anche la zampogna, particolarmente diffusa nella affine tradizione abruzzese degli "zampognari"

## Etimologia
L'etimologia può risalire a varie origini anche se in qualche modo tutte collegate fra loro. Il termine dell'italiano popolare "strina" deriva dal latino "austrinus" cioe "relativo ai periodi di maggior freddo", termine usato anche nei dialetti dell'Italia settentrionale per indicare i periodi più rigidi dell'anno;  la sua variante di origine sabina "strenna"  indicava gli auspici fatti nel periodo freddo propiziatori ai periodi di raccolto alla dea Strenia, con lo scambio di doni augurali chiamati in latino "strèna", da scambiarsi nelle calende di gennaio, ovvero all'inizio dell’anno. Il nome "strina" è dunque la continuazione nell'uso dialettale di queste connesse origini etimologiche.